# Hambourg-Uhlenhorst
Uhlenhorst (en bas-allemand : Ulenhorst) est un des 105 quartiers de la ville libre et hanséatique de Hambourg.

## Localisation
Le quartier est situé dans l'arrondissement de Hambourg-Nord.

## Notes et références

Localisation de Uhlenhorst sur la carte de Hambourg.